# Зигмунт Белявський
Зигмунт Белявський (пол. Zygmunt Bielawski; нар. 19 травня 1937 — пом. 19 листопада 2006) — польський актор театру, кіно і телебачення, також театральний режисер і директор театру.

## Життєпис
Зигмунт Белявський народився в Болехові (тоді місто Польської Республіки, тепер Івано-Франківська область).
Акторську освіту отримав у Кіношколі в Лодзі, яку закінчив у 1962 році. Дебютував у театрі в 1962 році. Актор театрів у Лодзі, Вроцлаві та Єленя-Ґура, директор театру в Єленя-Ґура. Виступав у виставах «театру телебачення» в 1968—2004 роках. Помер у Вроцлаві і там похований.

## Вибрана фільмографія
- 1964 — Агнешка 46 / Agnieszka 46 — гість на танцях
- 1965 — Голуба кімната / Błękitny pokój — офіцер
- 1967 — Самі свої / Sami swoi — Павєл Павляк
- 1969 — Червоне та золоте / Czerwone i złote — Збігнев Заперальський, син церковного
- 1971 — Епідемія / Zaraza — льотчик з Варшави
- 1973 — Дорога / Droga — Павєл Павляк (лише у 5-й серії)
- 1974 — Немає сильних сторін / Nie ma mocnych — Павєл Павляк
- 1974 — Година за годиною / Godzina za godziną — секретар партії
- 1977 — Кохай або покинь / Kochaj albo rzuć — Павєл Павляк
- 1978 — Посреди ночной тишины / Wśród nocnej ciszy — журналіст
- 1978 — Дізнання пілота Піркса / Test pilota Pirxa — представник фірми
- 1978 — Життя гаряче / Życie na gorąco — Хаїндт, австрійський журналіст (лише у 1-й серії)
- 1979 — Мрія уві сні / Śnić we śnie — лікар
- 1980 — Тому що я збожеволію за неї / Bo oszalałem dla niej — капітан міліції
- 1981 — Озноб / Dreszcze — директор навчального центру
- 1981 — Лімузин Даймлер-Бенц / Limuzyna Daimler-Benz — воєвода
- 1982 — Аварійній вихід / Wyjście awaryjne — актор в царському мундирі в туалеті у приміщенні телебачення
- 1982 — Великий Шу / Wielki Szu — офіціант в отелі
- 1982 — Попільна середа / Popielec — Ваньтович
- 1986 — Я люблю вампіра (Я люблю кажанів) / Lubię nietoperze — детектив
- 1986 — Магнат / Magnat — Казімеж
- 1987 — Закляття долини змій / Klątwa Doliny Węży — Моріно
- 1988 — Зірка Полинь / Gwiazda Piołun — полковник
- 1988 — Нью-Йорк, чотири ранку / Nowy Jork, czwarta rano — вчитель співів
- 1988 — Між вовками / Pomiędzy wilki — полковник Гаврилюк
- 1992 — Звільнені від життя / Zwolnieni z życia — керівник капітана
- 1998 — Екстрадиція 3 / Ekstradycja 3 — директор дитячого будинку
- 2000 — Немає милосердя / Nie ma zmiłuj — отец Петра
- 2001 — Рання весна / Przedwiośnie — лікар
- 2006 — Фонд / Fundacja — психіатр

## Визнання
- 1982 — Заслужений діяч культури Польщі.
- 2002 — Золотий Хрест Заслуги.
- 2006 — Срібна медаль «За заслуги в культурі Gloria Artis».
- 2006 — Кавалерський хрест Ордена Відродження Польщі (визнали посмертно)[2].